# Hermann Berthold
Pour les articles homonymes, voir Berthold.
August Hermann Berthold, né le 19 août 1831 et mort le 23 décembre 1904 à Berlin, est un entrepreneur, imprimeur et fondeur de caractères allemand.

## Biographie

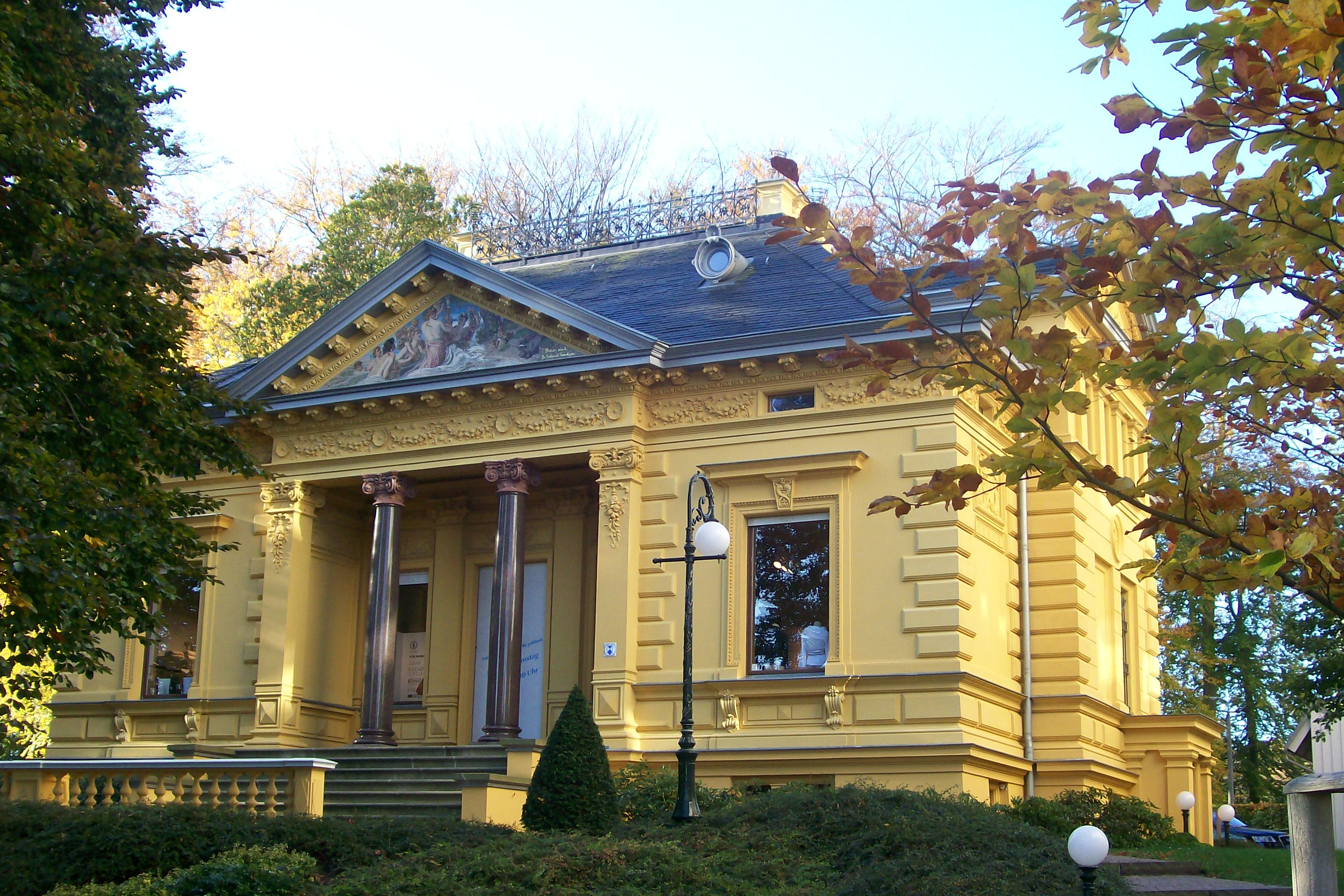
La villa Oechlser (1883), maison de Hermann Berthold à Heringsdorf.

Fils d’un imprimeur de Berlin, il se forme à la mécanique de précision. Il poursuit ses études à Paris et, à son retour en 1858,  il fonde à Berlin l'Institut pour la galvanotypie. L’institut se consacre à la fabrication de clichés d’imprimerie obtenus par galvanoplastie.
Berthold se consacre ensuite à la fonderie de caractères, en même temps qu’il fabrique des filets destinés à l’imprimerie, réalisés non plus en plomb ou en zinc, mais en laiton, ce qui leur confère une solidité et une précision extrême. La fabrique produit des filets circulaires destinés à la réalisation de timbres en caoutchouc.
En 1878, il est chargé par l’ensemble des fonderies allemandes d’établir de nouvelles normes pour la typographie : il définit un point typographique métrique pour remplacer le point Didot et rationalise l’ensemble du système typographique allemand.
En 1883, il fait édifier la maison Berthold, aujourd’hui villa Oechsler, à Heringsdorf, décorée de mosaïques par Antonio Salviati, témoignage essentiel de l’architecture néo-classique, dite Bäderarchitektur, style régnant à la fin du XIXe siècle dans les stations balnéaires des rives, entre autres, de la mer Baltique.
Il dirige sa fonderie jusqu’en 1888, et celle-ci est prise en main par A. Selberg. Il meurt en 1904 dans sa villa de Grunewald.

## Fonderie H. Berthold AG

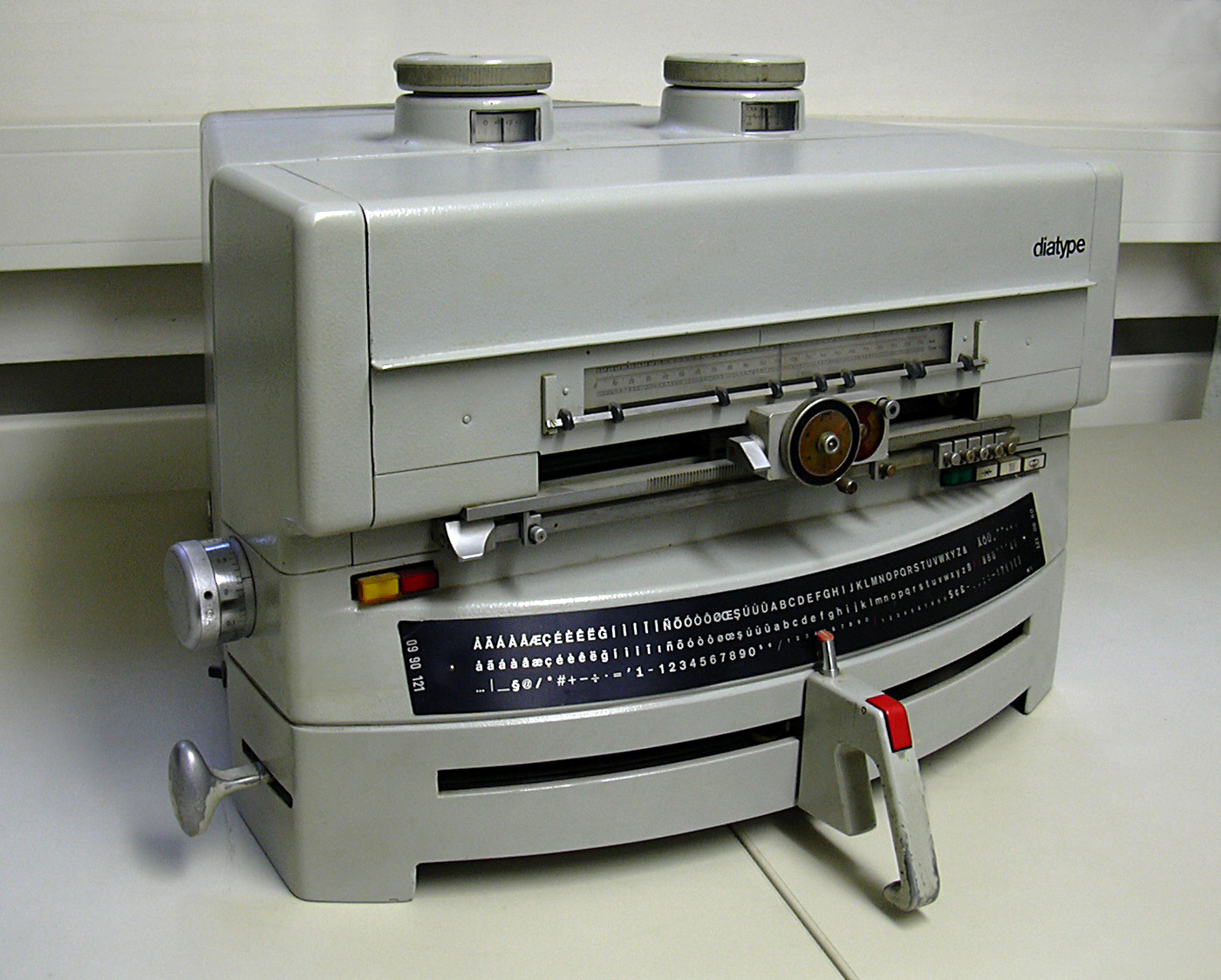
Photocomposeuse Diatype.

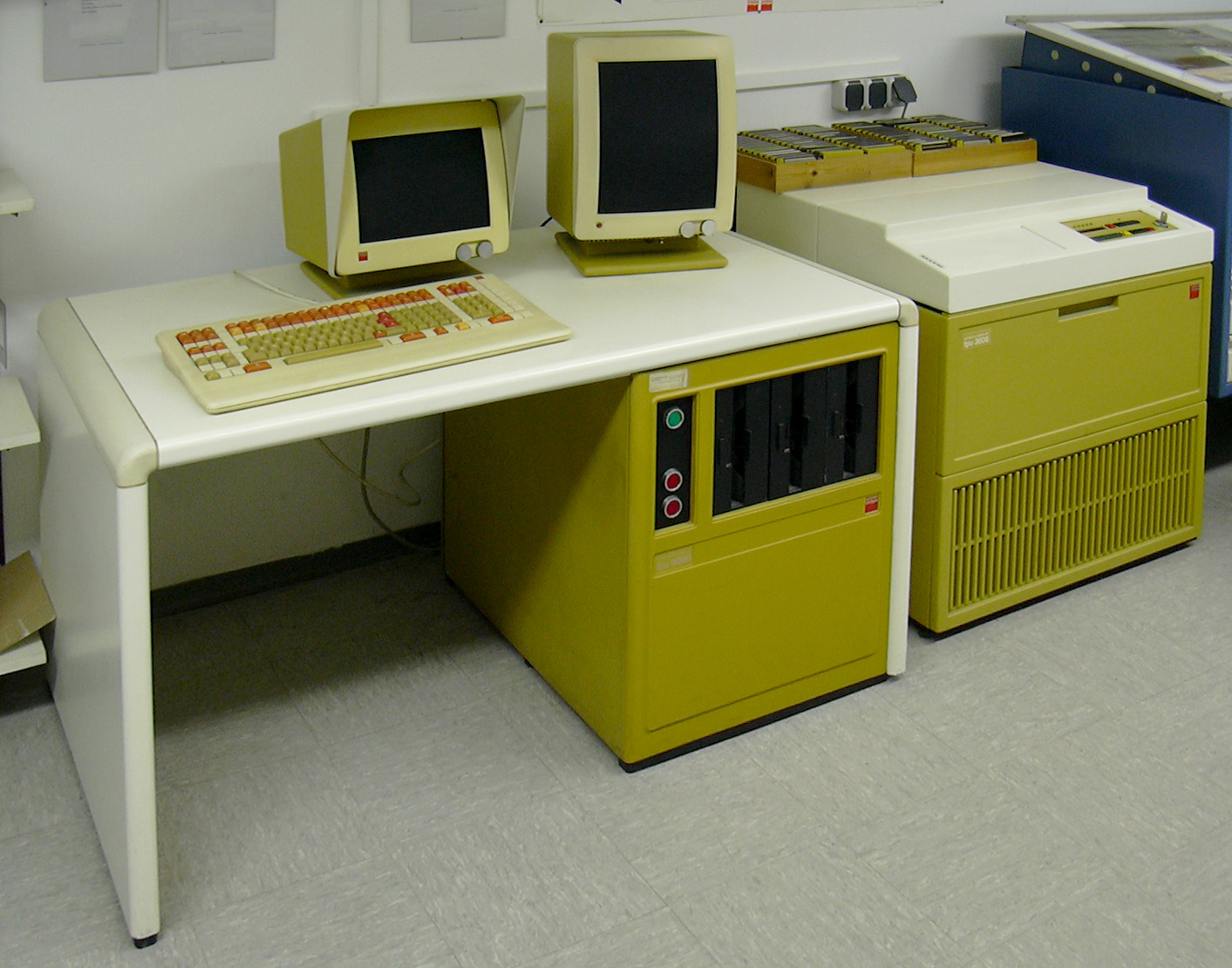
Photocomposeuse Berthold.

La fonderie H. Berthold AG, succédant à l'Institut für galvanotypie, s’est constamment développée et a été la source de nombreux caractères. Le plus connu est la première linéale moderne, l'Akzidenz-Grotesk (1896), qui a servi de base à la plupart des polices linéales du XXe siècle, comme l'Helvetica. Elle a aussi repris les polices de certains grands prédécesseurs, comme John Baskerville ou Justus Erich Walbaum.
En 1950, le créateur de caractères Günter Gerhard Lange intègre l’entreprise et dessine de nouveaux caractères, comme Concorde, Imago, tout en supervisant les révisions de classiques, tels les Garamond, Caslon, Baskerville ou Bodoni.
La fonderie Berthold se convertit à la photocomposition dans les années 1960, avec le développement de machines comme la Diatype (1960), puis la Diatronic (1967).
La production de caractères en plomb cesse le 31 octobre 1978. La société H. Berthold AG est liquidée en 1993. Depuis 2008, c’est la société Linotype qui commercialise les polices Berthold.

## Caractères

Akzidenz Grotesk.
City.

- Akzidenz-Grotesk
- Baskerville
- Berliner Grotesk
- Block
- Bodoni
- Catull (le logotype de Google)
- City, par Georg Trump[1]
- Concorde
- Daphne
- Formata (de)
- Imago
- Korinna (1904)
- LoType
- Transit
- Walbaum